# Волосовка (приток Десны)
Волосовка — река равнинного типа в Выгоничском районе Брянской области, правый приток Десны. Длина реки — около 10 км.
Волосовка берёт исток на возвышении у села Паниковец. Протекает преимущественно в юго-восточном направлении. Впадает в Десну недалеко от бывшей деревни Нижняя Слобода.
Между селом Кокино и деревней Бабинка, расположенными на противоположных берегах, организован пруд.

## Населённые пункты на Волосовке
На реке располагаются следующие деревни и сёла, входящие в Кокинское сельское поселение:
- село Паниковец;
- деревня Полубеевка;
- село Скуратово;
- деревня Горицы;
- село Кокино;
- деревня Бабинка;
- посёлок Садовый;
- деревня Скрябино, включая бывшую деревню Нижняя Слобода.